# Francesca Di Giovanni
Francesca Di Giovanni, née le 24 mars 1953 à Palerme (Italie), est une avocate italienne qui travaille à la secrétairerie d'État du Saint-Siège depuis 1993, où elle devient en janvier 2020 la première femme à occuper un poste de direction. 

## Biographie
Née le 24 mars 1953 à Palerme, Francesca Di Giovanni étudie le droit et complète ensuite sa formation comme notaire. Elle travaille ensuite dans l’administration du centre international du Mouvement des Focolari. Le 15 septembre 1993, elle rejoint la secrétairerie d'État du Saint-Siège, où elle travaille dans le domaine des relations multilatérales. Ses responsabilités comprennent les questions de réfugiés et de migration ainsi que les droits humains internationaux, les communications, le droit privé, la position des femmes, les questions de droits d'auteur et le tourisme,. 
Le 15 janvier 2020, le pape François la nomme sous-secrétaire aux affaires multilatérales de la section pour les relations avec les États de la Secrétairerie d'État. Elle est la première femme et la première personne laïque à occuper un poste de direction à la Secrétairerie d'État, poste normalement réservé à un membre du clergé,. Ses responsabilités couvrent les intérêts du Saint-Siège dans les organisations intergouvernementales et les traités internationaux, tandis que le secteur bilatéral est dirigé par un autre sous-secrétaire, Mirosław Wachowski, un clerc polonais,.